# Void Linux
Void Linux是一个独立的Linux发行版（即操作系统），以自有的XBPS作为软件包管理器，并以Runit作为init系统。除了Linux内核中的專有裝置驅動程式之外，其基本安装仅由自由软件组成，但也提供了官方的非自由软件仓库以便利专有软件的安装。

## 历史
Void Linux由NetBSD的前维护者Juan Romero Pardines于2008年创立，其开始是为了给XBPS包管理器提供测试平台。
在2018年五月，由于项目领导者失联数月，核心开发者将此项目迁移到了新的网站及代码仓库。

## 特性
Void的特殊之处在于其以Runit作为init系统，而非更为常见的systemd。后者为包含Arch Linux、CentOS、Debian、Fedora、Mageia以及 Ubuntu在内的诸多其它发行版所采用。Void还是第一个以LibreSSL作为系统预设密码学库的发行版。最獨特之處在於Void提供了分別以glibc和musl構建的安裝媒介。
Void遵循滾動更新的發佈模式，源碼倉庫託管於GitHub。其提供了輔助編譯的腳本，支持交叉編譯。
从2017年4月起，Void支持Flatpak。后者能够从上游软件仓库安装最新的软件包。
DistroWatch的Jesse Smith指出这一系统启动较快，并认为这歸功於Runit，但同时也指出此项目缺乏文档及bug测试。其官方wiki （页面存档备份，存于） 是用户文档的主要来源。

## 版本
這一項目提供了預設不同桌面环境的安装媒介（flavours），其中包含Cinnamon、Enlightenment、LXDE、MATE及Xfce等常见桌面环境。其live映像的安装器提供了一个基于ncurses的用戶界面。 预设shell是Dash。
|      |             |                    | C庫           | C庫  | 桌面環境 | 桌面環境 | 桌面環境 | 桌面環境 | 桌面環境 | 桌面環境 |
| musl | glibc       | Cinnamon           | Enlightenment | LXDE | LXQt     | MATE     | Xfce     |          |          |          |
| 平台 | i686        | i686               | 否            | 是   | 是       | 是       | 是       | 是       | 是       | 是       |
| 平台 | amd64       | amd64              | 是            | 是   | 是       | 是       | 是       | 是       | 是       | 是       |
| 平台 | 以ARM為基礎 | beaglebone         | 是            | 是   | 否       | 否       | 否       | 否       | 否       | 否       |
| 平台 | 以ARM為基礎 | cubieboard 2       | 是            | 是   | 否       | 否       | 否       | 否       | 否       | 否       |
| 平台 | 以ARM為基礎 | ODROID U2/U3       | 是            | 是   | 否       | 否       | 否       | 否       | 否       | 否       |
| 平台 | 以ARM為基礎 | Raspberry Pi 1/2/3 | 是            | 是   | 否       | 否       | 否       | 否       | 否       | 否       |
| 平台 | 以ARM為基礎 | USB Armory         | 是            | 是   | 否       | 否       | 否       | 否       | 否       | 否       |

## 附注
1. ↑  可另行安裝。

## 外部連結
- 官方网站
- GitHub上的The Void distribution